# Sportverein Chio Waldhof 07 1976-1977
Questa voce raccoglie le informazioni riguardanti lo Sportverein Chio Waldhof 07 nelle competizioni ufficiali della stagione 1976-1977.

## Stagione
Nella stagione 1976-1977 il Chio Waldhof Mannheim, allenato da Antun Rudinski, concluse il campionato di 2. Bundesliga al 11º posto. In Coppa di Germania il Chio Waldhof Mannheim fu eliminato al terzo turno dal Norimberga.

## Rosa
| N. |                     | Ruolo | Calciatore           |
| -- | ------------------- | ----- | -------------------- |
|    | Germania (bandiera) | P     | Walter Pradt         |
|    | Germania (bandiera) | D     | Werner Adler         |
|    | Germania (bandiera) | D     | Oskar Bauer          |
|    | Germania (bandiera) | D     | Wolfgang Birkenmeier |
|    | Germania (bandiera) | D     | Rudi Keßler          |
|    | Germania (bandiera) | D     | Stefan Knapp         |
|    | Germania (bandiera) | D     | Günter Sebert        |
|    | Germania (bandiera) | D     | Paul Steiner         |
|    | Germania (bandiera) | C     | Wolfgang Böhni       |
|    | Germania (bandiera) | C     | Werner Heck          |
|    | Germania (bandiera) | C     | Reiner Hollich       |

| N. |                     | Ruolo | Calciatore         |
| -- | ------------------- | ----- | ------------------ |
|    | Germania (bandiera) | C     | Walter Lachmann    |
|    | Germania (bandiera) | C     | Karl-Heinz Mießmer |
|    | Germania (bandiera) | C     | Peter Schneider    |
|    | Germania (bandiera) | C     | Michael Schüßler   |
|    | Germania (bandiera) | A     | Bernd Bartels      |
|    | Germania (bandiera) | A     | Reinhold Gölz      |
|    | Germania (bandiera) | A     | Karl-Heinz Harm    |
|    | Germania (bandiera) | A     | Bernhard Heldt     |
|    | Germania (bandiera) | A     | Willi Ritz         |
|    | Germania (bandiera) | A     | Roland Vogel       |

## Organigramma societario
Area tecnica
- Allenatore: Antun Rudinski
- Allenatore in seconda:
- Preparatore dei portieri:
- Preparatori atletici:

## Calciomercato

### Sessione estiva
| Acquisti | Acquisti       | Acquisti  | Acquisti |
| R.       | Nome           | da        | Modalità |
| -------- | -------------- | --------- | -------- |
| A        | Roland Vogel   | Karlsruhe |          |
| A        | Bernhard Heldt | Mülheim   |          |
| A        | Willi Ritz     | Magonza   |          |
| A        | Heinz Rudloff  | Gütersloh |          |

| Cessioni | Cessioni           | Cessioni             | Cessioni |
| R.       | Nome               | a                    | Modalità |
| -------- | ------------------ | -------------------- | -------- |
| A        | Heinz Rudloff      | Pirmasens            |          |
| P        | Ulrich Gelhard     | Alemannia Aquisgrana |          |
| A        | Urban Klausmann    | Göttingen            |          |
| D        | Heinrich Schnitzer | Freiburger           |          |

### Sessione invernale
| Acquisti | Acquisti | Acquisti | Acquisti |
| R.       | Nome     | da       | Modalità |
| -------- | -------- | -------- | -------- |

| Cessioni | Cessioni | Cessioni | Cessioni |
| R.       | Nome     | a        | Modalità |
| -------- | -------- | -------- | -------- |

## Risultati

### 2. Bundesliga

#### Girone di andata
| Arbitro: | Karr |

|  |           |           |
|  | Marcatori | 57’ Böhni |

| Arbitro: | Hontheim |

|                   |           |                           |
| Sebert 32’ (rig.) | Marcatori | 59’ Ockenfels 67’ Größler |

| Arbitro: | Steigele |

|                               |           |                   |
| Heinlein 56’ Schäfer 77’, 83’ | Marcatori | 85’ (rig.) Sebert |

| Arbitro: | Schröder |

|             |           |  |
| Rudloff 43’ | Marcatori |  |

| Arbitro: | Langhans |

|                     |           |          |
| Crnjanin 45’ (rig.) | Marcatori | 29’ Heck |

| Mannheim 7 settembre 1976 6ª giornata | Chio Waldhof Mannheim | 0 – 0 referto | Kickers Offenbach | Stadion am Alsenweg (14 000 spett.)\| Arbitro: \| Luca \| |
| Arbitro:                              | Luca                  |               |                   |                                                           |

| Arbitro: | Gaus |

|                                                      |           |                           |
| Heck 9’ Rudloff 37’ Böhni 62’ Sebert 82’ (rig.), 89’ | Marcatori | 25’ Vöhringer 34’ Beichle |

| Arbitro: | Fleischer |

|                                         |           |                                   |
| Müller 70’, 86’ Holcer 80’ Ohlicher 90’ | Marcatori | 20’ Sebert 32’ Schneider 71’ Heck |

| Arbitro: | Linn |

|                        |           |              |
| Schneider 59’ Ritz 72’ | Marcatori | 84’ Petersen |

| Arbitro: | Stegner |

|           |           |                               |
| Spohr 53’ | Marcatori | 34’ (rig.) Sebert 83’ Steiner |

| Arbitro: | Boos |

|                       |           |             |
| Adler 31’ Rudloff 90’ | Marcatori | 76’ Hartwig |

| Arbitro: | Walz |

|            |           |  |
| Achatz 76’ | Marcatori |  |

| Arbitro: | Schmoock |

|          |           |                      |
| Heck 78’ | Marcatori | 12’ Nüssing 69’ Eder |

| Arbitro: | Röder |

|                        |           |          |
| Emmerich 47’ Sterz 84’ | Marcatori | 21’ Heck |

| Arbitro: | Niebergall |

|                    |           |                         |
| Bauer 10’ Heck 39’ | Marcatori | 4’ Lichte 69’ Grawunder |

| Arbitro: | Gaus |

|                                       |           |                |
| Schneider 17’ Watzl 42’ Ruhs 62’, 87’ | Marcatori | 53’, 65’ Vogel |

| Arbitro: | Treib |

|                                         |           |             |
| Vogel 38’ Schneider 64’ (rig.) Heck 84’ | Marcatori | 61’ Histing |

| Arbitro: | Frickel |

|                     |           |                      |
| Toth 63’ Kelsch 84’ | Marcatori | 75’ (rig.) Schneider |

| Arbitro: | Langhans |

|                                 |           |                       |
| Vogel 4’ Schüßler 78’ Adler 85’ | Marcatori | 9’ Klein 79’ Rübenach |

#### Girone di ritorno
| Arbitro: | Steigele |

|                                            |           |  |
| Adler 4’ Vogel 20’ Heck 74’, 78’, 89’, 90’ | Marcatori |  |

| Arbitro: | Ulm |

|                |           |  |
| Milardovic 87’ | Marcatori |  |

| Arbitro: | Boos |

|                                     |           |                  |
| Steiner 43’ Harm 71’, 81’ Vogel 79’ | Marcatori | 53’ (rig.) Unger |

| Arbitro: | Wilhelmi |

|                                                   |           |           |
| Westenberger 27’ Cestonaro 65’ Weiss 68’ Metz 88’ | Marcatori | 81’ Heldt |

| Arbitro: | Stumpf |

|                                |           |  |
| Heck 25’ Mießmer 75’ Adler 80’ | Marcatori |  |

| Arbitro: | Kuhn |

|                       |           |          |
| Bastrup 33’ Theis 73’ | Marcatori | 67’ Heck |

| Arbitro: | Kettenbach |

|         |           |  |
| Haug 3’ | Marcatori |  |

| Arbitro: | Dreher |

|          |           |                          |
| Heck 58’ | Marcatori | 77’ Hitzfeld 89’ Förster |

| Arbitro: | Hellwig |

|                                                |           |                        |
| Lenz 22’ Ney 40’ Ehrmantraut 52’ Leunissen 71’ | Marcatori | 20’ Heck 88’ Schneider |

| Arbitro: | Dölfel |

|                                      |           |            |
| Heck 26’, 86’ Vogel 33’ Lachmann 66’ | Marcatori | 53’ Schauß |

| Arbitro: | Kollmann |

|                |           |  |
| Nachreiner 17’ | Marcatori |  |

| Arbitro: | Wilhelmi |

|                                     |           |  |
| Heck 49’ Lachmann 58’, 87’ Harm 84’ | Marcatori |  |

| Arbitro: | Wohlfarth |

|                    |           |  |
| Eder 36’ Sturz 90’ | Marcatori |  |

| Arbitro: | Kalenborn |

|                                |           |                                  |
| Vogel 11’ Steiner 25’ Heck 48’ | Marcatori | 45’ Emmerich 58’ Thiel 84’ Sterz |

| Arbitro: | Ferro |

|                        |           |                           |
| Patzer 84’ Ziegert 86’ | Marcatori | 31’ Lachmann 80’ Schüßler |

| Arbitro: | Dellwing |

|               |           |  |
| Heck 13’, 70’ | Marcatori |  |

| Arbitro: | Steigele |

|  |           |             |
|  | Marcatori | 68’ Steiner |

| Arbitro: | Niebergall |

|                              |           |  |
| Harm 7’ Heck 11’, 72’ (rig.) | Marcatori |  |

| Arbitro: | Walz |

|               |           |            |
| Klein 5’, 86’ | Marcatori | 26’ Sebert |

### Coppa di Germania
| Arbitro: | Treib |

|                                                                     |           |  |
| Schneider 26’ Heck 59’ Rudloff 71’, 75’ Bauer 73’ Sebert 88’ (rig.) | Marcatori |  |

| Arbitro: | Winkler |

|                    |           |                                         |
| Stursberg 35’, 70’ | Marcatori | 14’, 16’ Rudloff 51’ Ritz 57’, 62’ Heck |

| Arbitro: | Huster |

|                                           |           |                    |
| Bauer 14’ (aut.) Pechtold 65’ Walitza 75’ | Marcatori | 85’ Heck 88’ Adler |

## Statistiche

### Statistiche di squadra
| Competizione      | Punti | In casa | In casa | In casa | In casa | In casa | In casa | In trasferta | In trasferta | In trasferta | In trasferta | In trasferta | In trasferta | Totale | Totale | Totale | Totale | Totale | Totale | DR  |
| Competizione      | Punti | G       | V       | N       | P       | Gf      | Gs      | G            | V            | N            | P            | Gf           | Gs           | G      | V      | N      | P      | Gf     | Gs     | DR  |
| ----------------- | ----- | ------- | ------- | ------- | ------- | ------- | ------- | ------------ | ------------ | ------------ | ------------ | ------------ | ------------ | ------ | ------ | ------ | ------ | ------ | ------ | --- |
| 2. Bundesliga     | 37    | 19      | 13      | 3       | 3       | 50      | 20      | 19           | 3            | 2            | 14           | 20           | 37           | 38     | 16     | 5      | 17     | 70     | 57     | +13 |
| Coppa di Germania | -     | 1       | 1       | 0       | 0       | 6       | 0       | 2            | 1            | 0            | 1            | 7            | 5            | 3      | 2      | 0      | 1      | 13     | 5      | +8  |
| Totale            | 37    | 20      | 14      | 3       | 3       | 56      | 20      | 21           | 4            | 2            | 15           | 27           | 42           | 41     | 18     | 5      | 18     | 83     | 62     | +21 |

### Andamento in campionato
| Giornata  | 1 | 2  | 3  | 4  | 5  | 6  | 7 | 8  | 9 | 10 | 11 | 12 | 13 | 14 | 15 | 16 | 17 | 18 | 19 | 20 | 21 | 22 | 23 | 24 | 25 | 26 | 27 | 28 | 29 | 30 | 31 | 32 | 33 | 34 | 35 | 36 | 37 | 38 |
| --------- | - | -- | -- | -- | -- | -- | - | -- | - | -- | -- | -- | -- | -- | -- | -- | -- | -- | -- | -- | -- | -- | -- | -- | -- | -- | -- | -- | -- | -- | -- | -- | -- | -- | -- | -- | -- | -- |
| Luogo     | T | C  | T  | C  | T  | C  | C | T  | C | T  | C  | T  | C  | T  | C  | T  | C  | T  | C  | C  | T  | C  | T  | C  | T  | T  | C  | T  | C  | T  | C  | T  | C  | T  | C  | T  | C  | T  |
| Risultato | V | P  | P  | V  | N  | N  | V | P  | V | V  | V  | P  | P  | P  | N  | P  | V  | P  | V  | V  | P  | V  | P  | V  | P  | P  | P  | P  | V  | P  | V  | P  | N  | N  | V  | V  | V  | P  |
| Posizione | 6 | 10 | 15 | 11 | 10 | 10 | 9 | 12 | 9 | 8  | 6  | 7  | 8  | 13 | 12 | 13 | 11 | 12 | 10 | 10 | 11 | 11 | 11 | 8  | 10 | 11 | 11 | 14 | 12 | 13 | 12 | 14 | 13 | 13 | 11 | 11 | 10 | 11 |

Legenda:

Luogo: C = Casa; T = Trasferta. Risultato: V = Vittoria; N = Pareggio; P = Sconfitta.

### Statistiche dei giocatori
| Giocatore      | 2. Bundesliga | 2. Bundesliga | 2. Bundesliga | 2. Bundesliga | Coppa di Germania | Coppa di Germania | Coppa di Germania | Coppa di Germania | Totale   | Totale | Totale      | Totale     |
| Giocatore      | Presenze      | Reti          | Ammonizioni   | Espulsioni    | Presenze          | Reti              | Ammonizioni       | Espulsioni        | Presenze | Reti   | Ammonizioni | Espulsioni |
| -------------- | ------------- | ------------- | ------------- | ------------- | ----------------- | ----------------- | ----------------- | ----------------- | -------- | ------ | ----------- | ---------- |
| W. Adler       | 24            | 4             | 1             | 0             | 3                 | 1                 | 0                 | 0                 | 27       | 5      | 1           | 0          |
| B. Bartels     | 2             | 0             | 0             | 0             | 0                 | 0                 | 0                 | 0                 | 2        | 0      | 0           | 0          |
| O. Bauer       | 37            | 1             | 6             | 0             | 3                 | 1                 | 0                 | 0                 | 40       | 2      | 6           | 0          |
| W. Birkenmeier | 0             | 0             | 0             | 0             | 0                 | 0                 | 0                 | 0                 | 0        | 0      | 0           | 0          |
| W. Böhni       | 37            | 2             | 6             | 1             | 3                 | 0                 | 0                 | 0                 | 40       | 2      | 6           | 1          |
| R. Gölz        | 15            | 0             | 2             | 0             | 2                 | 0                 | 0                 | 0                 | 17       | 0      | 2           | 0          |
| K. Harm        | 29            | 4             | 6             | 1             | 1                 | 0                 | 0                 | 0                 | 30       | 4      | 6           | 1          |
| W. Heck        | 38            | 23            | 5             | 0             | 3                 | 4                 | 0                 | 0                 | 41       | 27     | 5           | 0          |
| B. Heldt       | 12            | 1             | 0             | 0             | 0                 | 0                 | 0                 | 0                 | 12       | 1      | 0           | 0          |
| R. Hollich     | 10            | 0             | 0             | 0             | 0                 | 0                 | 0                 | 0                 | 10       | 0      | 0           | 0          |
| R. Keßler      | 1             | 0             | 0             | 0             | 0                 | 0                 | 0                 | 0                 | 1        | 0      | 0           | 0          |
| S. Knapp       | 9             | 0             | 0             | 0             | 1                 | 0                 | 0                 | 0                 | 10       | 0      | 0           | 0          |
| W. Lachmann    | 17            | 4             | 1             | 0             | 1                 | 0                 | 0                 | 0                 | 18       | 4      | 1           | 0          |
| K. Mießmer     | 29            | 1             | 6             | 1             | 2                 | 0                 | 0                 | 0                 | 31       | 1      | 6           | 1          |
| W. Pradt       | 38            | 0             | 0             | 0             | 3                 | 0                 | 0                 | 0                 | 41       | 0      | 0           | 0          |
| W. Ritz        | 10            | 1             | 0             | 0             | 1                 | 1                 | 0                 | 0                 | 11       | 2      | 0           | 0          |
| H. Rudloff     | 16            | 3             | 0             | 0             | 2                 | 4                 | 0                 | 0                 | 18       | 7      | 0           | 0          |
| P. Schneider   | 37            | 5             | 2             | 0             | 3                 | 1                 | 0                 | 0                 | 40       | 6      | 2           | 0          |
| M. Schüßler    | 12            | 2             | 2             | 0             | 0                 | 0                 | 0                 | 0                 | 12       | 2      | 2           | 0          |
| G. Sebert      | 30            | 7             | 1             | 0             | 2                 | 1                 | 1                 | 0                 | 32       | 8      | 2           | 0          |
| P. Steiner     | 38            | 4             | 1             | 0             | 3                 | 0                 | 0                 | 0                 | 41       | 4      | 1           | 0          |
| R. Vogel       | 21            | 8             | 1             | 0             | 1                 | 0                 | 1                 | 0                 | 22       | 8      | 2           | 0          |